# El somni de la meva vida
El somni de la meva vida (títol original: 13 Going on 30) és una pel·lícula estatunidenca de comèdia romàntica de 2004, protagonitzada per Jennifer Garner, Mark Ruffalo i Judy Greer. La pel·lícula guarda algunes similituds amb la pel·lícula Big (protagonitzada per Tom Hanks el 1988). Ha estat doblada al català.

## Argument
La història transcorre el 1987 i és protagonitzada per Jenna (Christa B. Allen), una nena poc popular a la seva escola. En complir els tretze anys convida a la seva festa a alguns companys de classe als que admira deixant de banda al seu millor i veritable amic Matt (Mark Ruffalo). Amb la voluntat de ser una d'ells i convertir-se aviat en una dona reeixida i bonica vol incansablement tenir trenta anys i aviat aquest somni màgicament es converteix en realitat. Ara Jenna ja adulta (Jennifer Garner) es troba en l'any 2004 i és la redactora d'una important revista anomenada Poise. Desconcertada i confosa va descobrint a poc a poc qui és ella i com aquesta situació li farà reconsiderar la seva forma de pensar.
Jenna Rink és una adolescent una mica egocèntrica i obsessionada amb les aparences, que viu amb els seus pares en una casa als afores de Nova York. Jenna només té un amic: Matt Flamhaff (Mark Ruffalo), un noi que vol a Jenna amb bogeria però al que ella sembla voler només com un bon amic. El que en realitat Jenna anhela a la seva edat és que el grup més popular de l'institut, Les sis, es fixin en ella i també el noi que li agrada.
El dia del seu 13è aniversari, Jenna comença a voler ser una persona de 30 anys en veure un article en la seva revista favorita anomenada Poise. L'article es referia a les coses bones que és tenir 30 anys, ser reeixida en el treball i tenir un cos 10. En aquest dia Jenna rep un regal molt especial per part de Matt, la casa dels seus somnis que va fer ell amb les seves pròpies mans i escampa sobre la casa una pols màgica perquè es compleixi tot el que el seu cor anheli. Però tot es torça quan Les Sis i el noi que li agrada (Chris) van a la seva festa d'aniversari, mentre que Matt va a buscar un piano elèctric per a tocar una cançó que havia compost per Jenna. Mentrestant, els altres decideixen gastar-li una broma cruel dirigida per Tom-Tom, la líder de la colla, la broma consistia a fer que Jenna s'amagués a l'armari induïda pel desig i la promesa que Chris es ficaria amb ella aquí, mentre ella està a l'armari els altres s'escapoleixen precisament quan Matt torna. Jenna està esperant al costat de la casa dels desitjos que el noi que Chris entre però en lloc d'ell entra Matt sorprès. A l'adonar-se que tots s'han marxat, Jenna s'enfuria amb Matt perquè creu que ell ha dit alguna cosa que fes que els altres es marxessin, amb la qual cosa Jenna es torna a ficar a l'armari i comença a donar-se cops de cap contra una prestatgeria amb el que la pols màgic de la casa cau sobre ella mentre desitja amb totes les seves forces tenir 30 anys, ser coqueta i pròspera.
L'endemà al matí Jenna es desperta i el seu somni s'ha fet realitat, es desperta feta una dona de 30 anys, bella i reeixida. En un moment es veu caminant per un apartament de la 5a Avinguda a Nova York i s'adona que té un nuvi famós. També s'adona que ara és redactora en la seva revista favorita Poise, i que Lucy (Judy Greer) o coneguda a l'institut com Tom-tom és ara el seu millor amiga. Tot això quan Jenna està molt confusa i segueix tenint la mentalitat de 13 anys. El que no li agrada gens és assabentar-se que ha perdut contacte amb el seu millor amic Matt, de manera que decideix localitzar perquè l'ajudi a esbrinar el que ha passat, ja que ella no recorda res de la seva vida. Quan aconsegueix contactar amb ell, Matt li diu que van deixar de ser amics després del seu 13 aniversari, ja que una vegada que va decidir sortir d'on estava ficada, a l'armari, Jenna li va tirar al cap la casa dels somnis i es va ajuntar amb Tom-tom, Jenna no es pren molt bé això i li demana que li expliqui més coses.
A mesura que Jenna va assimilant la seva nova vida s'adona de quin tipus de persona havia estat fins al moment en què es va despertar a l'apartament. Es dona compte que era una persona molt egoista que només pensava en pujar, alhora que traïa a la revista dels seus somnis per anar-se'n a una de major èxit anomenada Sparkle.
Amb el temps s'adona que ella i Matt tornen a ser amics, però Matt ja té núvia i es va a casar, encara que tots dos comencen a sentir sentiments molt profunds l'un per l'altre representat per un petó al parc després que la revista Poise contractés a Matt perquè fes fotos per renovar la revista juntament amb les idees de Jenna.
Mentrestant, Lucy treballa pel seu compte i en l'elecció no és triada el que provoca en ella una reacció de gelosia, pel que diu a Matt que Jenna havia decidit prendre una altra direcció i contractar el fotògraf que feia les fotos al seu nuvi, jugador de l'equip d'hoquei de Nova York, amb el que Matt signa una autorització de cessió de fotografies per a la revista Sparkle pel que Lucy traeix a Jenna prenent el lloc que li havien promès.
Després d'això Jenna i Matt no es tornen a veure fins que ella s'adona de tot el que ha passat. Aquest mateix dia és en el qual Matt es casa, de manera que Jenna decideix anar a casa en un últim intent per conquistar el cor de Matt, però aquest la rebutja al·legant que ell vol a la seva actual núvia i que no pot trair-la, en canvi li dona la casa dels desitjos que Matt va tornar a reconstruir després de l'incident en l'aniversari de Jenna. Jenna es marxa plorant i s'asseu al porxo de casa seva. Mentre escolta la marxa nupcial de fons Jenna torna a desitjar amb totes les seves forces tornar a tenir 13 anys i per així poder esmenar els seus errors.
La següent escena se situa a la festa d'aniversari amb Jenna ficada a l'armari i amb una nova oportunitat de fer tot bé, començant per besar a Matt al sortir d'allà en comptes de tirar-li la caseta al cap i desfent aquest futur enemistant amb Lucy. Amb el pas dels anys, Jenna i Matt fan la casa dels somnis que Matt li va fer a Jenna i viuen com una feliç parella de noucasats satisfets amb la vida que ara tenen al davant.

## Repartiment
| Actor            | Personatge             |
| ---------------- | ---------------------- |
| Jennifer Garner  | Jenna Rink             |
| Christa B. Allen | Jove Jenna Rink        |
| Judy Greer       | Lucy/ Tom-tom          |
| Alexandra Kyle   | Joven Lucy             |
| Mark Ruffalo     | Matt Flamhaff          |
| Sean Marquette   | Jove Matt Flamhaff     |
| Kathy Baker      | Bev Rink               |
| Phil Reeves.     | Wayne Rink             |
| Andy Serkis      | Richard Kneeland       |
| Marcia DeBonis   | Marlene                |
| Sam Ball         | Alex Carlson           |
| Lynn Collins     | Wendy Flamhaff         |
| Renee Olstead    | Becky (veina de Jenna) |
| Jim Gaffigan     | Chris Grandi           |
| Alex Black       | Jove Chris Grandi      |
| Ashley Benson    | Una de Les Sis         |
| Brie Larson      | Una de Les Sis         |
| Brittany Curran  | Una de Les Sis         |
| Ian Barford      | Pete Hansen            |

## Nominacions
| Any  | Premi                  | Categoría | Nominat/a                                                                                            | Resultat  |
| ---- | ---------------------- | --- | --- | --------- |
| 2004 | Teen Choice Awards     | Cinema - Comedia Cinema - Película para una cita Actor de cinema - Comedia Actriu de cinema - Comedia Cine - Para ruborizarse Cine - Millor química Cinema - enrabiada Cinema - Petó Cinema - Depravada | 13 going on 30 Mark Ruffalo Jennifer Garner i Mark Ruffalo Jennifer Garner i Mark Ruffalo Judy Greer | Nominados |
| 2005 | People's Choice Awards | Película de comedia favorita | 13 going on 30                                                                                       | Nominados |
| 2005 | MTV Movie Awards       | Millor interpretació musical | "Thriller Dance".                                                                                    | Nominados |